# Cucurbituril

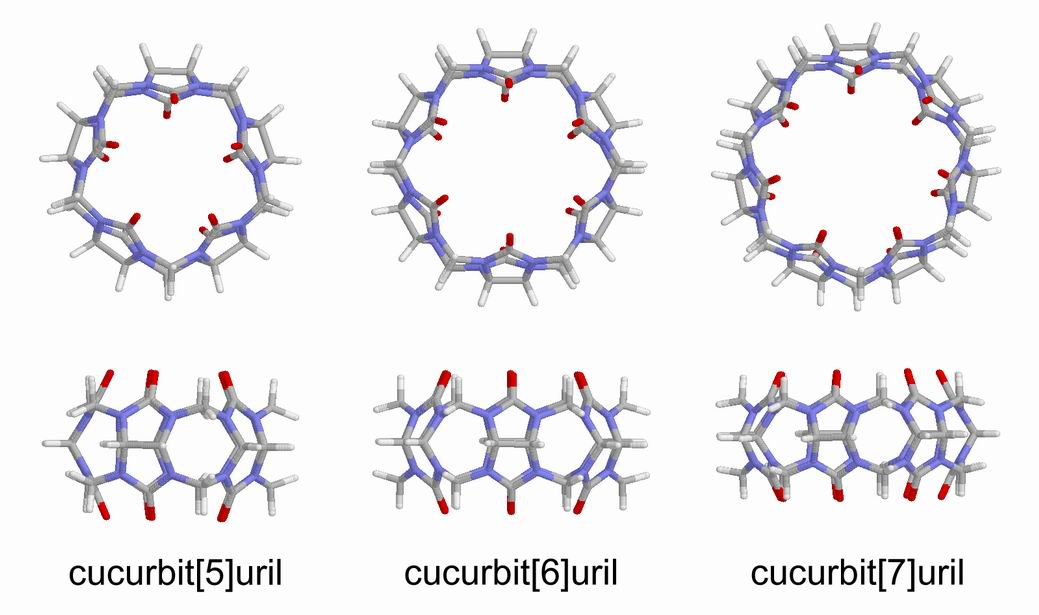
modelos de cucurbiturilos

Cucurbituriloss são moléculas macrocíclicas feitas de monômeros de glicoluril (= C4H2N4O2 =) ligados por pontes de metileno (-CH2-). Os átomos de oxigênio estão localizados ao longo das bordas da banda e são inclinados para dentro, formando uma cavidade parcialmente fechada. O nome deriva da semelhança dessa molécula com uma abóbora da família das Cucurbitaceae.
O nome dos cucurbiturilos são escritos como cucurbit [n] uril, onde n é o número de unidades de glicoluril. Duas abreviações comuns são CB [n], ou simplesmente CBn.
Estes compostos são particularmente interessantes na Química, porque os cucurbiturilos são hospedeiros adequados para uma variedade de espécies neutras e catiônicas. A interação ocorre através de efeito hidrofóbico e através de interações cátion-dipolo para hóspedes catiônicos. As dimensões dos cucurbiturilos geralmente estão na escala de tamanho de ~ 10 Å. Por exemplo, a cavidade do cucurbit[6]uril tem uma altura ~ 9,1 Å, um diâmetro externo ~ 5,8 Å e um diâmetro interno ~ 3,9 Å.
Os cucurbiturils foram sintetizados pela primeira vez em 1905 por Robert Behrend, condensando glicoluril com metanal, mas sua estrutura não foi elucidada até 1981.  O campo expandiu-se quando CB5, CB7 e CB8 foram descobertos e isolados por Kim Kimoon no ano de 2000. Até o momento, cucurbiturilos compostos por 5, 6, 7, 8, 10 e 14 unidades de repetição foram todos isolados, que possuem volumes de cavidade interna de 82, 164, 279, 479 e 870 Å3, respectivamente. Outras cápsulas moleculares comuns que compartilham uma forma molecular semelhante com cucurbiturilos incluem ciclodextrinas, calixarenos e pilararenos.

síntese de cucurbiturilos

## Aplicações
Cucurbiturilos têm sido usados por químicos para várias aplicações, incluindo administração de medicamentos, síntese assimétrica, comutação molecular e estabilização de corantes.